# Auðn
Auðn ist eine isländische Atmospheric-Black-Metal-Band, die 2010 gegründet wurde. Der Name steht dabei für „Wüste / Wildnis / Ödnis“.

## Geschichte
Das selbstbetitelte Debütalbum erschien 2014 bei den Musiklabels Metallic Media und Black Plague Records als CD sowie 2015 bei Hexencave Productions als LP und bei Nebular Winter Productions als MC.
Bei den Vorausscheidungen für das sogenannte „W:O:A Metal-Battle 2016“ setzte sich die Band als Vertreter Islands durch und trat auf dem Wacken Open Air 2016 auf. Bei dem finalen Wettbewerb errang Auðn schließlich den dritten Platz. Einen erneuten Auftritt in Wacken hatte sie beim Festival im August 2022.
Für das zweite Album Farvegir Fyrndar wechselte die Band zu dem französischen Independent-Label Season of Mist, das sich für die Formate CD und LP entschied.
Im Sommer 2018 trat die Band beim Festival Summer Breeze auf.

## Stil
Das Quintett Auðn kombiniert die Varianten des Atmospheric und Melodic Black Metal. Dabei zitiert es „munter die Geschichte des (vornehmlich härteren) Metals – hier ein bisschen Winterfylleth, dort ein bisschen Amon Amarth [...], dann wieder ein bisschen klassischer Norweger-BM“, um anschließend wieder den eigenen Stil sprechen zu lassen.

## Rezeption
In der gewählten Nische des Atmospheric/Melodic Black Metal sei das Zweitwerk eines der „potenziellen Jahreshighlights“ 2017 und „auf klarem Kurs in die Top-Listen“, urteilte der Rezensent von metal.de.

## Diskografie
- 2016: Auðn (CD, Black Plague Records/Metallic Media; MC, Nebular Winter Productions; 12”-Vinyl, Hexencave Productions)
- 2017: Farvegir Fyrndar (CD/12”-Vinyl, Season of Mist; MC, Slanti Baandforlag)
- 2020: Vökudraumsins fangi (CD/2x12”-Vinyl, Season of Mist)